# 岐阜県先端科学技術体験センター
岐阜県先端科学技術体験センター（ぎふけんせんたんかがくぎじゅつたいけんセンター）は、岐阜県瑞浪市にある科学館である。通称：サイエンスワールド。

## 概要
1999年（平成11年）7月9日に開館。岐阜県により設置され、指定管理者は財団法人岐阜県研究開発財団。建物の設計は県の総務部管財課、建築家仙田満と環境デザイン研究所が担当。エントランス部が遠心分離機をモチーフとした外観となっているのが特徴で、2000年（平成12年）の中部建築賞を受賞している。総工費32億円。利用者は、県内外を問わず、遠くは福井県・滋賀県・大阪府などからの利用者も多い。
岐阜県まちかど美術館・博物館に登録されている。

## 施設
建物構造
RC造地上2階建（1部3階建）
敷地面積
7,106m2　
延床面積
5,970m2
構成
- レクチャーラボ
  - サイエンスショーが行われる劇場。
- サイエンスラボ
  - 実験室。ワークショップや市民講座の会場として使われている。
- ミュージアムショップ「理科ちゃん」
  - 実験・工作などの商品が販売されている。
- スペシャルラボ
  - 液体窒素製造装置や走査型電子顕微鏡がある実験室。
- 科学図書館
  - 蔵書約3,000冊。
- 研修室
- レストコーナー

## 提供されるコンテンツ
平日
- 大型科学実験ショー（要予約）
- 学校対応の科学実験および工作
- 主婦の科学体験・工作（例：とんぼだま、草木染め、せっけん作り）

土曜日・日曜日
- 大型科学実験ショー：2種類
- 実験・工作：6種類
- 特別企画実験

## 出前実験
毎週岐阜県内のどこかで実験をやっている。学校・公民館・図書館など。

## 発行紙
科学遊々
旬の科学に関する話題や、家庭で出来る実験の紹介。プレゼント付き科学クイズなどが掲載されている。

## その他の活動
過去にNPO法人日本サイエンスサービスと協力し、青少年のための科学自由研究をサポートしていた。ただし、指定管理者制度に移行してからは行われていない。
東海地区の科学館職員のサイエンスショー研修会場所でもある。
愛知県など他県でもサイエンスショー活動をしており、県外にファンが多い。

## 交通
- JR中央本線 瑞浪駅より瑞浪市コミュニティバス：日吉線で「市民公園」停留所下車、徒歩で約5分。
- JR中央本線 瑞浪駅から徒歩で約30分。またはタクシーで約5分。
- 中央自動車道 瑞浪インターチェンジから車で約2分。